# جون ديزني
جون ديزني (بالإنجليزية: John Disney)‏ هو أمين متحف وعالم طيور أسترالي، ولد في 22 سبتمبر 1919، وتوفي في 26 مارس 2014.